# Golinhac
Golinhac é uma comuna francesa na região administrativa de Occitânia, no departamento de Aveyron. Estende-se por uma área de 32,41 km². Em 2010 a comuna tinha 345 habitantes (densidade: 10,6 hab./km²).